# 21753 Trudel
21753 Trudel este un asteroid din centura principală de asteroizi.

## Descriere
21753 Trudel este un asteroid din centura principală de asteroizi. A fost descoperit pe 9 septembrie 1999 la Socorro, New Mexico, în cadrul proiectului LINEAR. Asteroidul prezintă o orbită caracterizată de o semiaxă mare de 2,46 ua, o excentricitate de 0,08 și o înclinație de 8,2° în raport cu ecliptica.